# 로보카폴리의 등장인물 목록
다음은 《로보카폴리》의 등장인물 목록이다.

## 구조대원

### 폴리
성우는 엄상현/사토 타쿠야.
브룸스타운 구조대의 리더. 용감하고 빠른 경찰차로 순찰을 다녀오고,  범인을 체포하며 긴급상황이 브룸스타운은 구조대들이 4인방이 출동한다.

### 로이
성우는 신용우/오노즈카 타카시.
브룸스타운 구조대의 소방차로 이름은 제작사 로이비쥬얼에서 따왔다. 팀 내에서 가장 힘이 센 로이는 소방차답게 호스와 소화기가 있고 자동차 크레인 기능도 갖추고 있어 주로 화재 진압ㆍ구조 작업 등을 수행한다.
듬직하고 믿음직스러운 성격 덕에 친구와의 의리를 소중하게 여기는 편이다.

### 엠버
- 성우 : 박선영/니이야마 치하루

브룸스타운 구조대의 구급차로 Ambulance를 본따서 만들었다. 속도와 힘은 약하지만 지구력에서 강한 엠버는 사고 발생시 다친 자동차를 진단하고 치료 해주며, 구조 작업 지원 업무를 수행하고 있다. 상냥하고 남을 잘 배려하는 성격을 가지고 있으며 과학적 상식이 풍부해 어려운 실마리가 생기면 지혜롭게 해결하는 법ㆍ의학적인 면모를 가지고 있다. 

### 헬리
- 성우 : 양정화/마키구치 마유키

브룸스타운 구조대의 헬리콥터로 Helicopter를 본따서 만들었다. 호기심이 많고 모험을 좋아하는 헬리는 날개를 이용하는 특성상 이동 속도가 빨라 출동시 정확한 위치를 파악할 수 있으며 반사신경이 다른 구조대원 보다 강해 사고현장에 제일 먼저 도착해 위기에 처한 사람을 빠르게 구조하고 있다. 또한 마을 곳곳을 돌아다니며 크고 작은 사건들을 구조대에게 전달하는 메신저 역할도 함께 수행한다. 활발하고 유머러스한 성격으로 팀의 분위기 메이커 이기도 하지만 고집스러운 기질이 있으며 의심이 많은 것이 특징이다. 진에게 사달라고 조를 때가 있다

### 진
- 성우 : 소연/시타야 노리코

브룸스타운 구조본부의 오퍼레이터 팀장이다 
머리색 은 시즌 1.2 황금색.시즌3.5 노랑색 이다 
고장난 구조대원들은 고쳐주기까지 로보카폴리정비 놀이 편 에서 나온다
발명가 되어서 발명품 만들기 도 한다 
긴급상황이 신고접수가 나와서 대원들에게 출동을 시킨다 
진의 만능슈트 시즌 5편
목재소 에서 만능슈트 가 고장나면서 에어백 으로 작동하자 구조대원들은 진이 실망 및 울상을하자
새로운 만능슈트 만들어 보기까지도 한다 
구조대 가 작아 젔어요 시즌5 편 
레이져 광선 발명품을 만드는 것이 특징이다 
진 제외하고 구조대원들은 모두 작아젔어요 
광선이 부서지자 울상지며 (으아나몰라 이잉)
구조대원들은 밖에 나가면 안된다고 하자 구조대원들은 진 은 가끔씩 화를내며 말한다

### 마크
- 성우 : 정재헌

한밤중에 브룸스 숲에서 포처를 쫓는 도중 절벽 아래로 떨어져 고립되어 있다가 브룸스타운 구조대에게 발견되어 극적으로 살아난 트레저빌의 산악 구조대 픽업트럭이다. 헬리처럼 의심이 강하고 자기 주장적인 논리만 낼 때도 있지만 한번 잡은 사냥감은 절대로 놓치지 않는 악바리 같은 성격을 가지고 있다.

### 버키
- 성우 : 남도형

한밤중에 브룸스 숲에서 포처를 쫓는 도중 절벽 아래로 떨어져 고립되어 있다가 브룸스타운 구조대에게 발견되어 극적으로 살아난 트레저빌의 산악 구조대 버기카다. 걱정스러운 마음이 크지만 마음씨가 좋으며 한번 잡은 사냥감은 절대로 놓치지 않는 악바리 같은 성격을 가지고 있다.

### 캐리
- 성우 : 이민규

트레저빌의 산악 구조대원은 아니지만 죄수들과 중요한 물건들을 트레저빌로 운반하고 이송하는 수송 전문 틸트로터다.

### 샌디
- 성우 : 이소영 (성우)

폴리와 비슷한 차체와 스푸키의 휠과 같다. 서핑으로 운동 신경을 쓴다.

### 키튼
- 성우 : 이민규 (성우)

키튼은 트럭. 연료, 통신, 연료공급을 담당하는 중요한 역할과 정리하는 취미다.

### 드로니
- 성우 : 이지현 (성우)

샌드빌에 드론. 변신해서 땅 위를 달릴 수 있다.

## 주변 인물

### 브룸스타운 자동차 및 인물들

#### 스쿨비
- 성우 : 소연/히라타 마나

브룸스타운에서 아이들의 등교길을 책임지는 수다쟁이 스쿨버스로 일하고 있으며, School Bus를 본따서 만들었다. 실제로 옆면에 쓰인 SCHOOL BUS라는 글자 중 뒤의 US가 지워져서 SCHOOL B가 되어있었는데 지금은 페인트칠을 다시 하며 완전히 SCHOOL BUS가 되었다. 책임감이 강하고 부지런한 성격이며 직업 특성상 아이들이 지각하는 것을 막기 위해 아침 일찍 일어나 아이들을 맞이하는 일을 맡고 있기 때문에 무조건 월 ~ 금 아침 6시 30분에 일어난다.
한때 늦잠을 자는 바람에 너무 서두르다가 그만 절벽에 빠질 뻔한 사고를 당하기도 해 정신적 트라우마가 매우 심하다. 그래도 아이들을 매우 좋아하고 사랑하며 고민거리를 함께 공유해 아이들의 좋은 친구가 되어주고 있어서 브룸스타운에서 스쿨비를 모르는 아이들이 없다고 한다. 한때는 아이들 줄 풍선이 날아가 구조대에 신고하기도 했다.

#### 클리니
- 성우 : 김현지/마키노 유이

마을을 청소하는 청소차로 일하고 있다 Clean을 본따서 만들었으며, 마을을 깨끗하게 가꾸고 지키다 보니 브룸스타운의 깔끔대장이라고 불린다. 겁이 많고 소심하면서 우유부단한 성격을 가지고 있어서 자신의 생각을 똑부러지게 말하거나 다른 이의 부탁을 거절하는 것이 매우 힘들다. 사용하는 청소 도구로는 진공청소기, 캔 압축기, 흡입기 등이 있는데, 특히 한 쌍의 원형 걸레(동글이 걸레)와 랩봉 모양의 걸레(돌돌이 걸레)를 자주 가지고 다닌다. 평소 집게발을 이용한 진공청소기를 장착하고 있어서 구조대원들을 제외하면 가장 인간에 가까운 움직임을 보여주며 눈앞에 쓰레기만 보이면 일단 치우고 보는 직업병이 있어 한때 에너지가 과다하게 충전되어 폭주했을 때도 무의식 중에 계속 쓰레기를 따라 움직이기도 했다.

#### 스푸키
- 성우 : 홍소영/토미타 야스요

언제나 놀 궁리만 하는 말썽꾸러기 견인차로 상당히 오래된 차종이라 그런지 전기를 사용하는 다른 자동차들과 다르게 연료를 사용한다. 어디론가 놀러다니는 것과 벌과 같이 뛰어노는 것을 좋아하며, 정비받는 것과 세차하는 것을 싫어해서인지 덜렁대면서 게으르고 멍청하지만 마음은 순수하고 너그러운 편이다. 전조등이 고장나서 종종 튀어나오는데, 본인은 이걸 요술 방망이라고 부른다. 어떤 날은 스테이시에게 서커스 묘기를 성공했다고 자랑했으며, 심지어 클리니 대신 쓰레기통을 충전소까지 끌고 와서 스테이시를 놀라게 했다. 타이어를 모은다.

#### 캡
- 성우 : 김현지/나카가미 이쿠미

브룸스타운에서 손님과 약속을 정해서 태우는 택시로 일하고 있다. Cab을 본따서 만들었으며, 포스티와 절친이다.  손님을 상대하는 직업 특성상 청결에 유난히 신경써서 결벽증(?)까지 생길 정도로 몸에 뭔가가 묻는 것을 극도로 싫어한다. 폴리 다음으로 속도가 빠르다. 약간의 흠집은 있지만 작은 몸집을 활용해 작은 구멍과 틈 사이를 쉽게 통과할 수 있다.

#### 포스티
- 성우 : 양정화/나카지마 히로

브룸스타운에서 편지와 소포를 전해주는 우편배달차로 일하고 있다. Post를 본따서 만들었으며, 캡과 절친이다. 성격이 은근히 까칠하면서도 정확하고 빠르게 우편물을 배달해야 하기 때문에 약속을 철저하게 지킨다. 어떤 날은 스푸키가 클리니 대신 쓰레기통을 끌고 충전소까지 왔을 때 크게 비웃으며 미련곰탱이라고 놀렸다. 특히 포스티는 스쿨비와 함께 노래를 잘 부른다고 한다. 많은 편지와 물건들이 우체국으로 들어와 힘들고 지친 기색도 있다. 심지어 리안이 진에게 보낸 편지에 주소가 쓰여 있지 않아서 편지 배달을 할 때 골치 아픈 적이 있다.

#### 머스티
- 성우 : 엄상현

브룸스타운에서 가장 나이가 많은 할아버지 자동차. 미니의 할아버지이자 휠러씨와는 젊은 시절부터 절친한 사이이며, 둘 다 엄청난 손녀바보라서 만나면 손녀 자랑 배틀을 벌인다. 한 때 발굴된 100년 전 타이어가 휠러씨의 가게에 보관되자 한번 보겠다고 찾아갔지만 단호하게 거절당했다. 마음이 상해서 휠러와 다투고 나왔는데 브루너가 보물이 있을지 모르니 자신의 집의 마당의 나무 밑을 파보자고 제안해 한참을 파다가 바로 머스티와 휠러씨가 젊은 시절에 찍은 사진을 넣어둔 타임캡슐을 발견한다. 머스티의 집에서 사고가 났다는(사고를 당한 것은 브루너다.) 소식을 듣고 달려온 휠러씨와 함께 찍은 타임캡슐 사진을 보며 자신의 잘못을 용서하고 화해하면서 우정을 싹틔우우는데 성공했다.
젊은 시절부터 현재까지 다른 사람들을 먼저 생각하는 봉사정신이 투철해서 용감한 성품을 통한 마을의 안전과 발전에 힘쓴 공로를 인정해 용감한 시민상을 2회 수상했다. 몆년 전 댐이 무너지는 것을 스스로 막아내 브룸스타움을 구했으며, 트럭 X가 꼬맹이 삼총사를 납치해 가자 구조대에 신고하고도 직접 쫓아가서 지름길을 봉쇄해 구조대가 트럭 X의 도주로를 차단하는데 결정적인 역할을 수행했다.

#### 휠러
- 성우 : 남도형/타카나가 히로유키

브룸스타운의 타이어 가게 주인으로 Wheel에다 er을 본따서 만들었다. 약간 꼬장꼬장한 할아버지로 욕심이 강하고 엄한 구석이 있기는 하지만 때로는 착하고 샹낭한 모습을 보인다. 머스티와는 젊은 시절부터 항상 절친한 사이이지만 발굴된 100년 전 타이어를 가게에 보관하고 있던 중 머스티가 보고 싶다고 하자 단칼에 거절하고 마음이 상한 머스티에게 쫌생이 소리를 듣고 크게 다툰 적이 있다. 폴리의 설득에도 마음을 풀지 않다가 머스티의 집에서 사고가 났다는 소식을 듣고 한달음에 달려온 모습이 나오고 나서 그 자리에서 젊은 시절 머스티와 찍었던 사진을 넣어둔 타임 캡슐을 발견하고 완전히 화해했다.
당초에 스푸키가 갖고 놀던 버릴 타이어를 빼앗았고, 망치를 빌리러 온 클리니한테 맨날 쓸 거라며 퇴짜를 놓았고, 본인 가게 앞에서 공사하고 있던 브루너와 포크를 시끄럽다며 쫓아내기도 했다. 가게의 지붕이 부서졌는데 누구에게도 도움을 주지 않을 테니 누구에게도 도움을 받지 않겠다며 혼자 수리하려다가 사고를 당했다. 그 뒤로는 상부상조하며 살기로 결심했다. 한때 휠러씨가 소중히 아끼는 스노우볼을 미니가 우연히 발견해 가지고 싶어해서 공사장에 숨긴 것을 모르고 실수로 구덩이에 빠져 다리를 다쳤다. 나중에 미니가 잘못을 고백하고 돌려받았을 때 너그럽게 용서해 주기도 했다.
베티라는 손녀가 한 명 있는데, 지금은 먼 외국에 살고 있어서 아기 때 이후로 보지 못했다고 한다. 그래서 베티가 화상 통화를 하자며 컴퓨터를 선물로 보냈는데, 외국산이라 변압기를 써야 했고, 그 사실을 까먹어서 화재까지 발생했다. 결국 컴퓨터는 망가지고 대신 사진 앨범과 편지로 소식을 전하게 되었다.

#### 로디
- 성우 : 박선영

자신감 넘치며 호기심이 많은 꼬마 자동차로 베니, 미니와 함께 꼬맹이 삼총사라고 불리며 셋이서 구조대 놀이를 하면 폴리 역할을 맡는다. 베니를 겁쟁이라고 충동질해서 숲에 들어갔다가 겁을 먹는 바람에 사고를 당했으며 구조대에 허위신고까지 할 정도로 거짓말을 잘 하며 장난기가 많고 은근히 허세도 있어서 꼬마 자동차 중의 장난꾸러기로 불리고 있다.

#### 베니
- 성우 : 소연

로디, 미니와 함께 꼬맹이 삼총사라고 불리는꼬마 자동차. 셋이서 구조대 놀이를 하면 로이 역할을 맡는다. 약간 겁을 먹기는 하지만 움직이지 못하는 로디를 꼬마 크레인을 통해서 충전소까지 데리고 왔을 때 스테이시에게 칭찬받았다. 책임감이 강해서 위기에 처한 사람을 구하려는 용맹한 모습을 보인다.

#### 미니
- 성우 : 홍소영

머스티의 손녀인 꼬마 숙녀 자동차. 로디, 베니와 함께 꼬맹이 삼총사라고 불린다. 꼬맹이 삼총사 중 홍일점으로, 나이답게 떼도 많이 쓰고 투정도 부리지만 효심이 깊으며 착하면서 남을 먼저 생각한다. 셋이서 구조대 놀이를 하면 엠버 역할을 맡으며 때로는 악당에게 위협받는 공주님 역할을 맡기도 한다. 한때 머스티의 생신 선물로 돋보기 안경을 드리려고 했지만 중간에 사고가 나는 바람에 돋보기 안경이 부서져 미안한 마음에 울음을 터트리기도 했으며, 선물이 씨씨에게 실려 가 못 찾을 뻔한 적이 있다.

#### 데이지
- 성우 : 이지현

바람언덕으로 이사온 원예사 자동차. 꽃과 식물과 같고계시고 쌍둥이 손녀인 로즈와 마리를 이끼시는 할머니 자동차.

#### 스테이시
- 성우 : 홍소영

브룸스타운의 에너지 충전소 주인 처녀. 벨르가 등장하기 전까지는 주변 사람 중 어른에서는 홍일점이었다. 마음이 따뜻해서 비축된 에너지가 모자란 상황에서도 충전하려는 자동차를 외면하지 못하며, 진이 비상 충전소를 설치하는 것을 도와줬던 하늘에서 내려온 천사다. 어떤 날은 자신의 충전소에 충전하러 오는 친구들이  없어서 걱정이었고, 베니에게 멋진 크레인을 달았다고 칭찬해 줬다. 스푸키와도 친하지만 스푸키가 쓰레기통을 끌고 왔을 때 다람쥐처럼 눈이 동그래져 깜짝 놀랐고, 스푸키가 이상한 행동을 하려고 할 때 단호하면서 걱정스러운 표정을 짓는다. 물론 진의 공구가 필요할 때 진이 자신에게 공구 용품을 빌려주는 것을 보면 아주 친한 듯 싶다.

#### 후퍼
- 성우 : 정재헌

큰 도로가 많은 대도시에서 살다가 브룸스타운으로 이사를 온 대형 버스. 다른 차들에 비해 덩치가 유달리 커서 점보 버스라고 불렸으며, 처음에는 브룸스타운 주민들에게 허세를 부려서 사이가 좋지는 않았지만 언덕에서 사고를 당해 몸을 움직일 수 없는 상황에서 캡이 작은 몸집을 활용해 적극적으로 도와준 이후로 성격이 착해졌다.

#### 트리노
- 성우 : 전태열

브룸스타운에 기차역이 긴 이후 브룸스타운을 지나게 된 화물기차. 자신을 위한 기념식에 가는 도중 사고를 당하자 브룸스타운 구조대와 트레저빌 구조대가 출동해서 구조되었다. 모델이 된 차량은 한국철도공사 7100호대 디젤기관차지만, 차축 배치가 B'o-B'o이 되고있다 바퀴에 라드가있는 등 실차과는 다른 부분이 몇개 존재 한다.

### 공사장 & 목재소

#### 빌더
- 성우 : 정재헌/우에다 요우지

중장비 마을에서 책임 감독관 으로 일을 한다 
빌더는 얼굴이 머리 와 수염색이 바뀐 것 
시즌1.2 그레이색
시즌3.5 갈색으로 변하게 된다

#### 덤푸
- 성우 : 정재헌/카라스마 유이치

브룸스타운의 공사장에서 일하는 덤프트럭으로 Dump Truck을 본따서 만들었다. 브루너, 맥스, 포크, 빌더씨와 늘 함께 다니며, 중장비 4인방 중 리더를 맡고 있다. 언제나 자기가 맡은 일을 성실하게 해내며 융퉁성이 없지만 상식적이고 야무진 성격으로 중장비 동료들을 이끌어서인지 동료애가 깊다. 한때 브루너가 뽐내기 대회에 참가한 모습을 보기 위해 목재를 무리해서 싣다가 사고를 당하기도 했다.

#### 브루너
- 성우 : 남도형

브룸스타운의 공사장에서 일하는 불도저로 덤푸, 맥스, 포크, 빌더씨와 늘 함께 다닌다. 매우 철없는 성격에다 자기의 공을 독차지하려는 욕심이 강하며 즉흥적으로 실수 많이 해 공사장의 트러블 메이커로 불리지만 칭찬 받는 것이 세상에서 제일 좋다고 생각해 노력하는 모습을 보이는 성실파 중 하나이다. 아주 많은 공을 갖고 있으면서 공놀이하는 것을 좋아해서 축구공 애호가라고 불리는데 프리스타일과 유사한 묘기를 좋아하면서 동작이 날쌔고 빨라서 축구 선수 수준의 기량을 가지고 있다. 하지만 공이 많아진 이후 공만 보면 자기부터 달라고 떼를 쓰거나 다른 친구들이 놀지 못하게 방해하는 얌체같은 짓을 많이 한다. 실제로 새로 산 황금 슈퍼볼을 갖고 놀게 되었는데, 같이 갖고 놀 것도 아니면서 자랑했다가 다른 중장비들이 몰래 갖고 놀아서 잃어버릴 뻔했다.

#### 맥스
- 성우 : 정영웅/콘도 히로노리

브룸스타운의 공사장에서 일하는 로드롤러로 덤푸, 브루너, 포크, 빌더씨와 늘 함께 다닌다. 힘이 세고 느리며 땅을 다지는 것밖에는 할 줄 아는 것이 없지만 언제나 자신에 일을 소중히 생각한다. 하지만 말투부터 행동 하나하나가 굼뜬 편이고 어딘가 모자란 느낌을 줄 때가 있어 방금 전에 들은 말도 잊어버리는 극강의 건망증을 보일 때가 있다. 먼 훗날 똑똑한 사람으로 변신하고 싶지만 쉽지가 않는 것이 특징이다.

#### 포크
- 성우 : 신용우

브룸스타운의 공사장에서 일하는 포크레인으로 Poclain을 본따서 만들었다. 덤푸, 브루너, 맥스, 빌더씨와 늘 함께 다니며, 땅을 파는 능력이 최고라서 땅파기의 베테랑으로 불린다. 성격은 매우 섬세하고 다정하지만 언제나 말 없이 조용한데, 왜냐하면 입이 없어서 말을 못 하는 신체적 결함이 있기 때문이다. 이 때문에 퀴즈 놀이를 하는데 말을 못 해서 번번이 기회를 놓쳐 무척 실망하기도 했다. 특히, 그림 그리는 소질과 조각상 작업에 뛰어난 실력을 보이고 있는데, 어떤 날 혼자 동굴에 들어가서 의기소침해 있는 동안 진흙을 가지고 코끼리 조각상을 만들었는데 솜씨가 아주 뛰어나 새로운 재주를 발견한 뒤 친구들에게 조각으로 퀴즈를 내며 즐겁게 노는 모습을 보이기도 했다.

#### 믹키
- 성우 : 홍소영

브룸스타운의 공사장에서 콘크리트를 실어다 주는 레미콘으로 일하고 있지만, 다른 중장비들과 다르게 메이저급 멤버는 아니다. 늘 즐겁고 유쾌하며, 기분이 좋을 때는 자신의 드럼통을 돌리면서 노래를 부르곤 한다. 콘크리트를 붓는 것이 시원해 쾌변한 것 같은 느낌이 들 때가 있어 가끔 방귀도 뀐다. 완벽하고 꼼꼼하게 콘크리트를 붓고 관찰해야 하기 때문에 콘크리트에 애착이 매우 강하며 자신의 역할에 자부심이 커 굳지 않은 콘크리트에 자국이 남는 것을 끔찍하게 싫어한다.
이 때문에 자신이 부은 콘크리트에 차량이 지나다녀 바퀴자국이 남아 믹키(본인)를 화나게 만드는 경우가 있다. 특히 자신을 야단친 빌더씨에게 삐쳐서 빌더씨가 자신을 찾지 못하게 하려고 터널 입구에다 콘크리트를 부었는데, 그 터널이 막혀 있어서 옴짝달싹 못하게 되는 사고를 당하기도 했다.

#### 타이탄
- 성우 : 정재헌

브룸스타운의 목재소에서 목재를 운반하는 대형 트럭으로 일하고 있으며, 거대한 것을 뜻하는 Titan을 본따서 만들었다. 약간 까칠한 성격을 지니고 있지만 푸근한 모습으로 친구들을 맞이하는 편이다. 한때 클리니가 돌돌이 걸레를 찾아준 보답을 하겠다며 바퀴 청소를 해주려고 하지만 화를 내면서 거절하는데, 알고보니 청소를 간지럼을 심하게 타기 때문이라고 한다. 어쨌든 클리니의 제보 덕에 결정적으로 사고를 피하게 되었고, 그 뒤로 클리니와 친하게 지내고 있다.

#### 브루니
- 성우 : 정혜원

브루너의 사촌동생인 꼬마 불도저. 브루너의 닮은 점과 장기를 이어받아 축구공을 다루는 능력이 뛰어나다. 질투심이 강하며, 짱구처럼 못 말리는 말썽쟁이, 장난꾸러기에 떼쟁이이기도 하기 때문에 브루너가 곤혹스러워할 때가 있다.

##### 틴틴
- 성우 : 전태열

브룸스타운으로 이사온 집게손 크레인

### 브룸스타운 항구

#### 테리
- 성우 : 엄상현

브룸스타운 항구에서 트레일러 트럭으로 일하고 있으며, 책임감이 강하고 남을 먼저 생각해 항구 사람들의 고민과 수다를 잘 들어준다. 첫회차부터 브레이크가 고장나서 멈출 수 없는 상태에 빠지기도 했으며 이후 몸 상태가 매우 좋지 않은데도 무리해서 일하다가 사고를 당하기도 했다.

#### 리프티
- 성우 : 김은아

토토 마을의 토토 마트에서 일하다가 브룸스타운으로 이사를 온 지게차로 창고에서 물건을 실어 옮기는 일을 하고 있다. 밝고 명량하면서 활발한 성격을 가지고 있어서인지 말이 많고 수다적이며 일이 서툴러서 약간씩 실수를 한다. 한때 에너지 충전소에서 캡이랑 포스티랑 다투다가 사고를 친 적과 물건을 옮기다가 실수로 벨르의 메달을 구덩이에 떨어트려 망신을 당한 적이 있다. 키 재기를 하던 도중 키가 제일 큰 것은 타이탄이 아닌 테리라고 하고 키가 작은 것은 포스티라고 우겼다.

#### 마린
- 성우 : 남도형

브룸스타운 항구에서 소형 선박이자 항해사로 일하고 있으며, Marine을 본따서 만들었다. 성격은 기본적으로 차분하고 친절하지만 남의 대한 걱정스러운 마음이 있으며 이따금 누군가가 잘못을 저지를 때 단호하게 혼을 내기도 한다. 브룸스타운 내에서 타 도시로 작은 크기의 소포를 전달해 야하는 경우에 마린을 통해서 전달된다. 전 세계를 돌아다니고 우편물을 배달하기 때문에 등장이 거의 없다.

#### 씨씨
- 성우 : 박선영

브룸스타운 항구에서 일하는 대형 화물선. 꼬맹이 삼총사들에게는 아주머니다. 주로 커다란 물건을 싣고 다른 도시의 물건을 수출하고 수입하는 중요한 역할을 수행한다. 인자하고 엄마 같은 성격으로 크레인 세쌍둥이가 싸우면 말려주거나 한 탄을 들어주곤 하며, 미니의 선물을 싣고 가 버릴 뻔한 적도 있는 깜박쟁이다. 브룸스타운 항구에서 일하는 탈것 중 유일한 홍일점이다.

#### 레키, 레티, 레피
- 레키 : 엄상현, 레티 : 신용우, 레피 : 정영웅

브룸스타운 항구에서 컨테이너를 운반하는 크레인 세쌍둥이 형제다. 잘 보면 색깔뿐만 아니라 얼굴도 조금씩 다른데, 생김새가 똑같은 것 때문에 다른 친구들이 헷갈리는 경우가 많다. 한때 쌍둥이라도 각자 특징이 있다는 사실이 밝혀졌는데, 노란색 레키는 책임감이 유달리 강하고, 파란색 레티는 똑똑하고, 주황색 레피는 힘이 세다. 

#### 벨르
- 성우 : 홍소영

테리와 리프티의 몸 상태를 관리하고 브룸스타운 항구의 모든 시설을 점검하는 일을 하고 계시는 아주머니. 씨씨처럼 친절하고 상냥하며, 배려심도 깊다. 젊은 시절 '1등 항해사'로 선발되어 메달을 수여받은 적이 있다.

### 브룸스타운 꼬마 친구들

#### 애니
- 성우 : 박선영/니이야마 코하루

붉은색 트윈테일에 주근깨와 홍조가 특징인 소녀. 부모님께서 바쁘셔서 자주 놀아주시지 못한다. 리사 할머니가  계시지만 할머니도 자신과 안 놀아주신다고 한다. 알피라는 곰 인형을 동생으로 대하며 데려왔다가 잃어버려 앙앙 소리내어 운 적도 있는데, 밤에 알피가 없으면 잠을 못 잔다길래 스쿨비와 구조대가 찾아다니느라 고생하기도 했지만 무사히 알피를 돌려받고 스쿨비에게 뽀뽀를 해줬다.

#### 팀
- 성우 : 오병조

브룸스타운 초등학교에 다니고 있는 남자 아이로 돋보기 안경을 쓰고 있다.

#### 토비
- 성우 : 신용우

브룸스타운 초등학교에 다니고 있는 남자 아이로 '톰'이라고도 불린다. 노란색으로 머리를 염색했다 게다가 로보트를 선물로 받을 것을 보아 부모님이 부자인 것으로 추측된다.

#### 샘
- 성우 : 홍소영

브룸스타운 초등학교에 다니고 있는 남자 아이로 회색으로 머리를 염색한 적이 있다.

#### 앤디
- 성우 : 홍소영

브룸스타운 학교에 다니고 있는 남자 아이로 성격은 조금 짓궂기는 하지만 조용하고 차분한 편이다.

### 교통안전 이야기의 메인 캐릭터

#### 케빈
- 성우 : 소연

교통안전 이야기의 주인공으로 전체 에피소드 중 거의 95%가 이 아이가 문제다. 이제 막 초등학교를 다니기 시작한 말썽꾸러기 소년으로 이 캐릭터처럼 엄청난 개구쟁인데다 굉장히 활동적이지만 심심하거나 가만히 있는 것을 참지 못하고 호기심이 왕성해 사고뭉치 문제아로 통한다. 이 때문에 하교 때 스쿨비가 바짝 긴장할 정도다. 항상 사고 위험에 노출될 때마다 폴리와 구조대의 도움을 받아 가까스로 위기를 면한다. 제일 친한 친구는 두기이며, 여자 친구 제니에게는 아직 관심 부족하지만 필요할 때는 적당히 처세술도 발휘할 줄 아는 고단수 연애 기술자다.

#### 두기
- 성우 : 양정화

통통한 체형과 주근깨가 특징인 남자 아이로 브룸스타운 초등학교 1학년이다. 케빈과 절친한 사이로, 대체로 케빈과 세트로 위험에 처한다. 케빈과 티격태격할 때가 많아 개구쟁이로 불리지만 케빈보다는 약간 얌전한 편이다. 하지만 심성이 착해서 도움이 필요한 친구와 어려움에 처한 사람을 보면 그냥 못 지나치는 의리파다. 이 때문에 케빈 못지않은 운동신경을 가지고 있으며, 같은 반 여자 친구인 제니를 남몰래 짝사랑하는 순정파이기도 하다. 하지만 결과는 번번이 실패다. 그래도 먹을 것을 제일 좋아하는데, 숲 모험을 계획하는데 준비물이 온통 먹을 것이라던가, 손전등 대신 실수로 소시지를 챙겨온다던가, 마을 교통 안전 지도를 만드는 데 빵집이 있으니 안전하다고 한다던가 하는 엉뚱한 생각을 하면은 통통한 체형에서 보다시피 먹보 속성이 있는 것 같다.

#### 제니
- 성우 : 박선영

케빈과 두기의 소꿉친구이자 주황색 단발의 소녀. 브룸스타운 초등학교 1학년이다. 케빈의 유치한 장난을 한심하게 여기지만 속으로는 케빈을 좋아한다. 여우처럼 새침하고 당돌한 성격으로, 케빈과 두기에 비해 매우 어른스럽다. 실제로 케빈과 두기가 우산으로 칼싸움하는 모습을 보고 "남자애들이란..."이라고 중얼거리기까지 했다. 다른 관점에서 보면 케빈을 몰래 짝사랑하고 있다는데, 케빈을 대하는 태도가 두기와 별 차이가 없다. 마냥 도도한 여자애 같지만 이래봬도 태권도 빨간띠의 실력파로서 흰띠인 케빈보다 운동신경이 높다. 자신의 주장이 강하고 답답한 것을 참지 못하는 성격이라 가끔씩 케빈과 두기의 장난을 혼내주기도 한다.

#### 수지(케빈의 여동생)
- 성우 : 양정화

케빈의 말괄량이 여동생으로 케빈과 노는 것을 좋아한다. 때로는 어른스러운 척을 하기도, 케빈의 잘못을 지적하기도 한다. 하지만 트럭 밑에 들어가 숨는 등 가끔은 위험천만한 행동을 한다. 케빈만큼 전적이 화려하지는 않아도 가끔 둘이서 세트로 사고를 친다.
그렇지만 나이가 어린 탓에 눈치가 조금 없기도 하지만 고양이를 몰래 키울 때는 잘도 눈치껏 행동했다.

#### 샐리(케빈의 엄마)
- 성우 : 양정화

케빈과 수지의 자상한 엄마인 부인으로 아이들에게 맛있는 파이를 구워주는 것을 좋아한다. 하지만 말썽꾸러기 아이들의 극성 때문에 늘 피곤해하며, 무심한 듯 보여도 언제나 아이들 생각뿐이지만 케빈의 조르기에는 늘 못 당한다.

#### 밥(케빈의 아빠)
- 성우 : 신용우

케빈과 수지의 자상한 아빠이자 언제나 바쁜 직장인으로 휴일에는 좀 쉬고 싶지만 놀아달라는 아이들의 등살에 제대로 쉬지도 못한다. 그래도 가족을 위해 기꺼이 자신을 희생할 줄 아는 멋진 아빠의 모습을 보이고 있다.

### 로이와 함께하는 소방안전 이야기, 엠버와 함께하는 생활안전 이야기의 메인 캐릭터

#### 피터
- 성우 : 김은아

이 작품의 주인공으로, 교통안전 이야기의 케빈에 대응된다.

#### 조니
- 성우 : 홍소영

교통안전 이야기의 두기에 대응된다.

#### 신디
- 성우 : 소연

#### 찰스
- 성우 : 김하영

대응되는 교통안전 이야기 캐릭터가 없는 순수 창작 캐릭터다. 검은 머리와 안경을 쓴 소년.

#### 루시(피터의 여동생)
- 성우 : 정혜원

교통안전 이야기의 수지에 대응된다.

#### 사라(피터의 엄마)
- 성우 : 김현지

잔소리 쟁이 엄마 

#### 로버트(피터의 아빠)
- 성우 : 엄상현

#### 모니카 (신디의 엄마)
순수하고 차분한 착한엄마 성우 : 김은아
주방에서는 조심해요 편 새걸음 경보기 로 전달하면 
로이가 떠나 자 고맙다고 한다 
불꽃놀이 안전하게 즐기기. 멈춰요 엎드려 굴려요편 
폭죽이 터지지 않자 신디에게 말. 즐거운 할로윈 축하말

## 기타 캐릭터

### 캠프
- 성우 : 신용우

모험과 탐험을 좋아하는 오토캠핑카이자 마을을 돌아다니며 브룸스타운을 취재하는 여행 잡지 '여행은 즐거워'의 기자로서 처음에는 구조대를 귀찮아하며 심한 반감을 느끼지만 구조대가 자신을 구하자 브룸스타운의 이미지를 좋게 생각한다. 그 후 브룸스타운에 많이 놀러다니고 있으며, 캠핑할 장소를 찾아 캠핑을 즐기고 있다.

### 트랙키
- 성우 : 김은아

브룸스타운 항구에서 일하고 있는 리프티의 고향인 토토 마을에서 온 트랙터로 남들보다 큰 손 때문에 토토 마을에서 쫓겨나 브룸스타운에 오게 되었다. 처음에는 나뭇잎, 고철 등으로 몸을 위장해서 혼자서 외롭게 살았지만 지금은 가면을 벗고 브룸스타운 친구들에게 얼굴을 공개한 이후로 친하게 지내면서 살고 있다. 트랙키의 특별한 초대에서는 움집에서 오두막집으로 이사했으며, 이사한 후에는 사과, 감자 등 농작물을 키우며 살고 있다.

## NPC 출연
1회성으로 출연한 브룸스타운의 차량과 사람들을 기재했다.

### 베티
- 성우 : 소연/쿠보타 미유

휠러씨의 손녀로 바다 건너 먼 나라에 살고 있어서 휠러씨와 자주 만나지 못한다. (시즌 2의 마음을 전해요 편에 출연)

### 밍밍
- 성우 : 불명

바닷속에 사는 돌고래로 수줍음이 많지만 기분이 좋을 때는 노래를 부르며 바다에서 활동하는 마린과 친하다. 한때 사람이 버린 쓰레기를 먹다가 바닷속에 가라앉은 적이 있었다. (시즌 2의 바닷속 친구 편에 출연)

### 트럭 X
- 성우 : 신용우

변장을 통해서 옆 마을에 납치 사건을 일으킨 범인으로 악명이 높은 트레일러 트럭이며 위 보면 컨테이너 위에 X가 그려져 있어서 트럭 X로 불린다고 한다. 꼬맹이 삼총사를 납치해 가다가 머스티의 신속한 대처로 구조대에게 체포되었다. (시즌 2의 용감한 머스티 할아버지 편에 출연)

### 리안
- 성우 : 김현지

까만 머리에 노란 리본을 달고 있고 까만 안경을 쓰고 있는 브룸스타운의 유치원에 다니고 있는 유치원생으로 지난 달에 브룸스타운으로 이사했다. 자신의 자전거를 고쳐준 일에 대한 감사로 진에게 계속 편지를 보냈는데 주소 쓰는 법을 몰라서 하나도 전달되지 못했다. (시즌 2의 편지를 전해주고 싶어요 편에 출연)

### 포처
- 성우 : 이민규

자유자재로 움직일 수 있는 변신 형태의 야생동물 밀렵차로 포기를 모르는 근성을 가지고 있는 최강의 악당이다. 야생동물을 포획하기 위해 브룸스타운에 방문했는데, 브룸스타운 구조대와 트레저빌 구조대가 위치 추적을 시작하자 연막탄, 끈끈이 등의 방어 수단과 바퀴 속에 내장된 전기충격기를 이용해 구조대의 추적을 어렵게 했다. 그러나 브룸스타운의 충전소에서 덫이 발견되어 당황스러워하자 스테이시의 신고와 구조대원들의 끈질긴 추적 끝에 자기가 판 구덩이에 빠지면서 구조대에게 체포되었다. 그 후 산으로 둘러싸인 트레저빌로 이송되어 감옥에 갇혔다.(시즌 4의 출동! 숲 속 대작전 편에 출연)

### 제임스
- 성우 : 남도형

옆 마을에 유괴 사건을 일으킨 범인으로 악명이 높은 유괴범. 트럭X 이후로 두번째로 등장한 유괴범 캐릭터로 안경을 쓰고 밀짚모자를 쓴 농부모습으로 아이스크림 장사꾼 행세를 하며 아이들을 유도하는데 처음엔 제시를 유괴하려다가 어머니와 같이 있는것을 알고 포기했고 피터와 조니에게 아픈척 연기로 속인 후 조니가 구조대를 부르겠다고 말을 하자 피터를 유괴해서 강제로 트럭에 넣으려다 조니가 도움을 청하자 폴리와 엠버의 등장에 도망치려다 폴리가 던진 수갑에 발이 묶여 넘어지고 결국 폴리에게 체포되었다.(앰버의 생활안전 이야기의 '안 돼요, 싫어요, 도와주세요' 편에 출연)